# Hans Rebele
Hans Rebele (26 stycznia 1943 w Monachium, zm. 4 stycznia 2023) – niemiecki piłkarz występujący na pozycji napastnika. Przez większość kariery występował w zespole TSV 1860 Monachium. W 1965 dotarł z drużyną do finału Pucharu Zdobywców Pucharów.

## Źródla
- Profil zawodnika